# Улица Писарева (Санкт-Петербург)
Улица Пи́сарева — улица в Адмиралтейском районе Санкт-Петербурга. Проходит от набережной реки Мойки до улицы Декабристов.

## История названия
16 апреля 1887 года дано название Шафировская улица, по находящемуся здесь Шафировому двору (названный по имени владельца статского советника барона И. Шафирова). 8 февраля 1890 года присвоено имя Алексеевская улица, по имени дворца великого князя Алексея Александровича.
6 октября 1923 года переименована в улицу Писателя Писарева, в честь русского критика и публициста Д. И. Писарева. С 1925 года появляется современный вариант написания улица Писарева.

## История
Улица возникла в XVIII веке.

## Достопримечательности
- № 3 (Английский проспект, 16Б) — Кондитерская фабрика им. К. Н. Самойловой (бывш. фабрика Жоржа Бормана).  7831213000
- № 6-8 литеры А, В — запасной дом Великого князя Павла Александровича, с двумя флигелями, 1889—1891 гг., арх-р Иван Слупский.  7831209000
- № 10, литера А, В — особняк и доходный дом Ф. Г. Козлянинова, арх-р Александр фон Гоген[2].  7802452002
- № 12 — особняк В. А. Шрётера  7802452001;
 Алексеевский сад (сад дворца Великого князя Алексея Александровича).  ОКН № 7810059005№ 7810059005
- № 18, литеры А, Б — особняк А. Ф. Евментьева, 1898—1899 гг., арх-р М. А. Евментьев[3].  7831210000
- № 20 — декорационный магазин и зал Дирекции Императорских театров, 1900—1901 гг., арх-р Виктор Шретер[4].  7831212000
- Концертный зал Мариинского театра.
- Храповицкий мост.

В доме 10 с марта по июль 1917 года проживала Матильда Кшесинская (квартира П. Н. Владимирова).